# La Coste et le Nouveau Monde

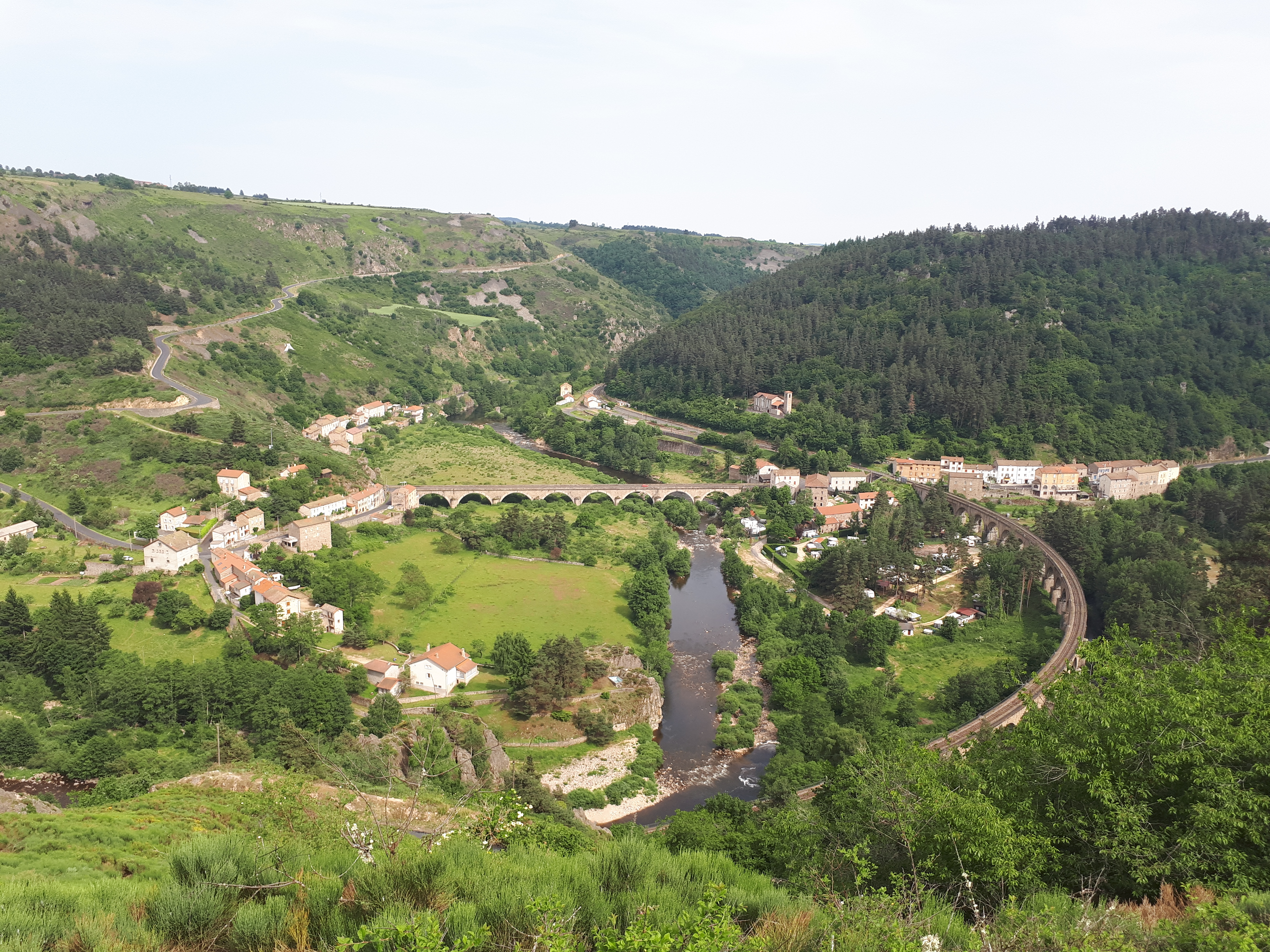
Le Nouveau Monde et le viaduc de Chapeauroux.

La Coste et le Nouveau Monde est un site protégé situé en Haute-Loire, en région Auvergne-Rhône-Alpes.

## Histoire
Le hameau du Nouveau Monde tire son origine et son appellation des travailleurs qui participaient à la construction de la ligne de chemin de fer reliant Paris à Marseille au cours du XIXe siècle. Il est situé sur la rive droite de l'Allier, au pied des falaises du Thord, et offre une vue sur le viaduc de Chapeauroux, composé de 28 arches.
Le site englobe plusieurs abris néolithiques, et on y trouve également de nombreux tessons préhistoriques parmi les débris récents provenant d'une carrière. En 1977, le propriétaire des terrains a exprimé son souhait de réactiver la carrière, mais en raison du classement du site, cette reprise d'activité n'a pas eu lieu. Par la suite, des fouilles ont été entreprises.

## Description
Le site contient des falaises baltiques formant un relief tourmenté et sauvage, le site classé englobe l’ensemble de la falaise sur environ 1 250 mètres de long.
La Coste et le Nouveau Monde est classé au titre des sites classés par arrêté du 24 janvier 1978 avec une superficie de 43,01 ha.